# San Pedro Nichtalucum
San Pedro Nichtalucum är en ort i Mexiko.   Den ligger i kommunen El Bosque och delstaten Chiapas, i den sydöstra delen av landet, 700 km öster om huvudstaden Mexico City. San Pedro Nichtalucum ligger 948 meter över havet och antalet invånare är 1 881.
Terrängen runt San Pedro Nichtalucum är kuperad åt nordväst, men åt sydost är den bergig. Runt San Pedro Nichtalucum är det ganska tätbefolkat, med 134 invånare per kvadratkilometer. Närmaste större samhälle är Simojovel de Allende, 11,8 km norr om San Pedro Nichtalucum. I omgivningarna runt San Pedro Nichtalucum växer i huvudsak städsegrön lövskog.